# 島田陽子
島田 陽子（しまだ ようこ、1953年〈昭和28年〉5月17日 - 2022年〈令和4年〉7月25日）は、日本の女優。一時芸名を島田楊子としていた。MIRAI PICTURES JAPAN業務提携。晩年は映画製作プロダクションエクシード株式会社を設立。
熊本県熊本市出身。駒沢学園女子高等学校卒業。

## 来歴・人物
3歳からクラシックバレエを習い、高校まではバレリーナを目指していた。8歳の時に東京へ移住。中学1年生の時に劇団若草に入団。
テレビドラマのデビュー作は1970年度版の『おさな妻』第11話「貞操の危機」(東京12チャンネル=現・テレビ東京、1970年12月11日放送)。翌年、『続・氷点』では辻口陽子役を演じ、最終回の視聴率は42.7%に達した。
当たり役を得たことで一気に出演依頼が殺到し、しかも出演作は高視聴率を誇ったため、人気女優の座を不動のものにした。
1970年代の映画・テレビドラマでは、正義感あふれる良家の子女役を多く演じた。
1974年、『われら青春!』でヒロインの女教師・杉田陽子役を演じ、「清純派女優」として若者世代を中心に人気となる。
1980年、アメリカのテレビドラマ『将軍 SHŌGUN』（映画編集され欧米・日本などで上映）でヒロイン・まり子役を演じ、アジア地域出身者としては初となるゴールデングローブ賞の主演女優賞を受賞して「国際女優」とも呼ばれた。
『将軍 SHŌGUN』の大ヒットを受け、翌1981年（28歳）には、アメリカに在住する日系アメリカ人女性マラソン選手・ゴーマン美智子の自伝『走れ！ミキ』を映画化した作品『リトルチャンピオン』に主演した（アメリカ人スタッフによるオール・アメリカ・ロケの映画であるが制作国は日本）。
1988年の東映『花園の迷宮』で共演したロック歌手・内田裕也と不倫交際し、内田に貢ぎ続けて多額の借金をつくる。
1988年、ハワイのコンドミニアムで内田裕也と不倫密会をしている写真を写真週刊誌『フライデー』に掲載される。
内田裕也は島田と結婚するために別居している妻・樹木希林に離婚を申し入れたが樹木は拒否。内田は役所に離婚届を提出したが、樹木は離婚無効の訴訟を起こして勝訴し、内田と離婚しなかった。そのため、島田は内田と結婚することができなかった。
1992年、ヘアヌード写真集を発売。その写真集『Kir Royal（キール・ロワイヤル）』は出版科学研究所調べ、2003年6月までの集計で55万部のベストセラーになる。
1996年、TVドラマ「丘の上の向日葵」(1993年4月期TBS系列東芝日曜劇場枠放送)で知り合った3歳年下の照明ディレクターYと、2年間の同棲を経て結婚した。Yには当時妻子がいた為、島田は別れを切り出そうとしたが、Yはその妻と離婚しプロポーズした。
2011年1月、MUTEKIからAV（イメージビデオ）に出演。
2019年7月、離婚。
2022年7月25日12時57分、大腸がんによる多臓器不全のため東京都渋谷区の病院で死去した。69歳没。関係者によれば亡くなる3年前から大腸がんで闘病生活を送っており、病状は近しい関係者にのみ伝えられており、入退院を繰り返していた。医師からは人工肛門の造設も勧められていたが、仕事面との両立から手術や抗がん剤による治療は行っていなかったとのことである。7月に入って体調不良のため検査入院し、その後は体調が好転し退院が近づいていたが、同月21日に大量の下血により血圧が低下し意識が混濁、亡くなる当日午前に危篤に陥り、病院関係者に看取られて息を引き取ったという。
最後の公の場となったのは、2021年12月の角川映画祭。20歳過ぎの時ヒロインを演じた映画「犬神家の一族」（1976年、市川崑監督）4Kデジタル修復版上映後のトークイベントへの登壇で、「犬神家でこういう登壇は初。今までなかった」「個人的に犬神家が一番好き」と発言。また修復版で若かりし自分を見た感想を「あまりの画面の綺麗さでびっくりしました」と語った。
さらに島田は撮影エピソードや裏話も明かした が、島田が犬神家について詳細に語るのはこれが初めて。年月がたっても色あせず、語り継がれる日本映画に女優として関われた幸せを口にした。
『島田は長身であり、登壇した際は独特な存在感を放った。かつてワイドショーをにぎわせた頃と比べると痩せた印象だが、肌の色は白く、美貌は相変わらず。ただ、話をしていて息継ぎするたび、その息を吸い込む音がマイクに拾われ、声を出すのが苦しそうな印象だった。』と、この時すでに病状が悪化していたらしき事も報じられた。

## エピソード
- 高校生時代は学級委員を務める優等生で、卓球・テニス・バスケットボールを得意とするなどスポーツも万能であった[2]。
- かつて右頬に大きなえくぼがあった。
- 『仮面ライダー』への出演は、主演の藤岡弘と同じ事務所に所属していたことによるバーター（抱き合せ）起用であった[2][3][注釈 1]。プロデューサーの阿部征司はマネージャーから「ノーギャラでも構わない」と言われていたが[2][3]、小遣い程度のギャラは出ていたはずだと述べていた。
- 長野県軽井沢町に別荘があった[20]。また2000年代後半から数年間は、脳梗塞で倒れた実母の療養のために軽井沢で介護生活を送っていた[21][22]。
- 2億5千万円で購入した横浜の豪邸のローンや税金を払えなくなり、さらに自家用車の修理代や引っ越し費用の未払い、駐車代の滞納[23]など、金銭トラブルが相次いだ。
- SM作家・団鬼六から100万円を借りたが返済が滞り、団から債権を引き継いだ不動産会社社長から刑事告訴された[要出典]。
- 自身の死後は、銀河ステージに宇宙葬の予約をしていた[14]。
- 死後の7月26日の通夜、翌27日の告別式の後に荼毘に付されたが、近親者とは疎遠であったため遺骨の引き取り手が現れずに渋谷区で保管されていると報じられたものの[24]、元マネージャーが8月2日に確認したところ、未だ荼毘に付されておらず、遺体はドライアイスで防腐処理を施されて保管されていた[25]。結局8月上旬に渋谷区が荼毘に付し、15日にはマネージャーに遺骨が引き渡されている[23]。また、埼玉県本庄市の寺に島田が購入した墓があるとする一方[25]、現マネージャーは生前の希望として都内の寺に埋葬すると説明している[26]。その後、遺骨は知人が引き取り、島田が保管していた母親の遺骨と共に父親の墓に納められたという[27]。

## 出演作品

### テレビドラマ
- おさな妻（東京12チャンネル 1970年）
- 仮面ライダー 第1話 - 第34話（毎日放送 1971年） - 野原ひろみ 役
- 続・氷点（NET 1971年 - 1972年） - 辻口陽子 役
- 四騎の会ドラマシリーズ 愛子よ眠れ（フジテレビ 1972年）
- 火曜日の女シリーズ いとこ同志（日本テレビ 1972年）
- 光る海（フジテレビ 1972年）
- 東芝日曜劇場（TBS
  - 虹の城（中部日本放送制作、1972年）
  - 愛といのち（1973年） - 加納直子 役
  - 丘の上の向日葵（1993年4月11日 - 6月27日）
  - 夢の指環（1985年3月10日） - 主演
- ご存知時代劇 伊那の勘太郎（日本テレビ 1973年）
- こんな男でよかったら（よみうりテレビ 1973年） - 翠 役
- 銀座わが町（NHK総合 1973年 - 1974年）
- ボクのしあわせ（フジテレビ、1973年）
- 夫婦日記 第12話「ダーリンは意地っ張り」（日本テレビ、1973年）
- トヨタ金曜劇場 くるくるくるり（日本テレビ、1973年 - 1974年）
- 花ぐるま（NHK総合 1974年4月1日〜1975年3月31日） - 主演
- 誰のために愛するか（NET 1974年4月4日 - 7月11日） - 主演
- われら青春!（日本テレビ 1974年4月7日 - 9月26日） - 杉田陽子（英語教師）役
- 華麗なる一族（毎日放送 1974年10月1日 - 1975年3月25日） - 万俵二子 役
- ふたりは夫婦（フジテレビ）
  - 第11話「妻の見合い」（1975年）
  - 第24話「奥さまはギャンブルがお好き」（1975年） - 主演
- ほおずきの唄（日本テレビ 1975年4月5日 - 1975年9月27日） - 主演
- 君の歌が聞きたい（TBS 1975年12月4日 - 1976年3月18日） - 主演
- 花ぼうろ（よみうりテレビ 1976年1月7日 - 1978年6月26日） - 主演
- 土曜ドラマ 愛染かつら（NHK総合 1976年1月17日）
- 鯛めしの唄（フジテレビ 1976年10月2日 - 1977年3月12日） - 主演
- 情炎・遥かなる愛（日本テレビ 1977年7月7日 - 1977年9月29日） - 主演
- 森村誠一シリーズ・腐蝕の構造（TBS 1977年10月8日 - 1977年11月19日） - 間島久美子 役
- おおヒバリ!（TBS 1977年10月25日 - 1978年5月30日）
- もう一人の乗客（フジテレビ 1978年1月7日 - 1978年2月25日） - 主演
- 大河ドラマ（NHK総合）
  - 黄金の日日（1978年） - たま のちの 細川ガラシャ 役
  - 山河燃ゆ（1984年） - 井本（田宮）梛子 役
- 白い巨塔（フジテレビ 1978年 - 1979年） - 東佐枝子 役
- 平岩弓枝ドラマシリーズ 結婚のとき（フジテレビ 1979年1月24日 - 1979年4月4日） - 主演
- 広き迷路（フジテレビ 1979年4月14日 - 1979年5月5日） - 主演
- ドラマ人間模様 ふたりの女（NHK総合 1979年9月9日 - 1979年10月21日） - 主演
- 将軍 SHŌGUN（1980年、アメリカ・NBC） - まり子 役
- 銀河テレビ小説（NHK総合)
  - 陽炎の女（1980年4月7日 - 5月2日）
  - 歳月（1983年11月7日 - 12月2日） - 主演・行友夕子 役
- 名もなく貧しく美しく（日本テレビ 1980年7月8日 - 9月30日） - 主演
- 木曜ゴールデンドラマ（よみうりテレビ） 
  - 細雪（1980年11月20日） - 主演
  - 罠（1986年12月18日） - 主演
- 土曜ワイド劇場（テレビ朝日）
  - 映画スター殺人事件 花嫁のさけび（1981年6月6日） - 主演
  - 津軽・青森ロマンチック殺人街道（1989年3月4日） - 主演
  - 特別企画 松本清張の数の風景（1991年3月30日） - 主演
  - 法律事務所（2008年4月12日） - 波多野都役、特別出演
- 火曜サスペンス劇場（日本テレビ）
  - 球形の荒野（1981年9月29日） - 主演
  - 絢爛たる欲望（1987年4月7日） - 主演
  - 恋の友だち（1989年1月10日） - 主演
  - 名無しの探偵7 愛の幻影（1990年） - 原響子 役
- ビゴーを知っていますか（NHK総合 1982年10月9日） - おれん 役
- 赤い足音（TBS 1983年6月22日 - 7月27日） - 主演
- 水曜ドラマスペシャル 晴れのち時々別居（TBS 1987年6月10日） - 主演
- 12時間超ワイドドラマ 花の生涯 井伊大老と桜田門（テレビ東京　1988年1月2日） - 村山たか 役
- 夕暮れて香港（テレビ東京 1989年12月25日） - 主演
- 新春大型時代劇スペシャル 源義経（TBS 1990年） - 金売り千寿 役
- 男と女のミステリー 真実の証明（フジテレビ 1990年4月20日） - 主演
- 黒蜥蜴（TBSドラマ 1990年10月24日） - 緑川夫人役
- 新春時代劇スペシャル 柳生十兵衛II・決闘!花の吉原（TBS 1991年1月3日）
- 横溝正史シリーズ 悪霊島（フジテレビ 1991年10月4日）
- 金曜ドラマシアター キャスタースキャンダル 片岡弘子の選択（フジテレビ 1992年3月20日） - 主演
- 月曜ドラマスペシャル 十津川警部シリーズ 上野駅殺人事件（TBS 1993年）
- 黒髪（NHK ハイビジョンドラマ 1994年4月29日）
- 月曜ドラマスペシャル 刑事野呂盆六2 殺意のマリア（TBS 1994年11月21日） - 景高水音 役
- 私、味方です（TBS 1995年）
- 裸の大将 第78話「清の手品はめぐりあい」（関西テレビ 1996年） - 相原絹子 役
- 松本清張ドラマスペシャル 黒の回廊（日本テレビ 2004年3月23日） - 江木奈岐子 役
- JNN50周年記念 歴史大河スペクタクル　唐招提寺1200年の謎〜天平を駆けぬけた男と女たち （TBS 2009年11月3日） - 光明皇太后 役
- 美人探偵M 第12〜13話（TOKYO MX 2012年2月26日/3月4日） - 田丸操 役

### テレビアニメ
- 怪盗ルパン813の謎（1979年5月5日、フジテレビ） - ケセルバッハ夫人 役[28]

### ラジオ番組
- 島田陽子ワクワクモーニング（2015年10月3日 - 、文化放送）[29]

### 映画
- 初めての愛（1972年） - 坂本光代 役
- 喜劇 日本列島震度0（1973年） - 地震研究所所員 役
- 流れの譜 第一部 動乱、第二部 夜明け（1974年） - 久保冴子 役
- 砂の器（1974年） - 高木理恵子 役
- 球形の荒野（1975年） - 野上久美子 役
- 吾輩は猫である（1975年） - 雪江 役
- 夜霧の訪問者（1975年） - 市木江津子・田沢のり子（二役）役
- トラック野郎・望郷一番星（1976年） - 三上亜希子（三代目マドンナ）役
- 犬神家の一族（1976年） - 野々宮珠世 役
- 八つ墓村（1977年） - 多治見おきさ 役
- 黄金の犬（1979年） - 北守礼子 役
- 白昼の死角（1979年） - 綾香 役
- 将軍 SHŌGUN（1980）- まり子 役
- リトルチャンピオン（1981年） - ミキ（ゴーマン美智子）役
- 竜馬を斬った男（1987年） - 小栄 役
- 花園の迷宮（1988年） - 秋元多恵 役
- 橋（1988年） - 高樹海子 役
- 動天（1991年） - おらん 役
- 風、スローダウン（1991年） - バイククラブ監督の妻 役
- リング・リング・リング 涙のチャンピオンベルト（1993年） - デビル奈緒美 役
- ゴト師株式会社スペシャル（1995年） - 天地猟子 役
- ハンテッド（1995年） - Mieko 役
- クライング フリーマン（1995年） - 花田君江 役
- 姉極道 菩薩の龍子（2000年）
- 国姓爺合戦（2002年） - 田川マツ 役
- 深紅（2005年） - 田中医師 役
- Dear Heart-震えて眠れ-（2009年）
- 島田陽子に逢いたい（2010年） - 島田陽子 役
- 彼女は海へ（2011年） - 菜々子 役
- 明日泣く（2011年11月19日）
- サンタクロースズ（2015年12月4日） - 黒須三太 役
- 塀の中の神様（2016年） - 房子 役[30]
- カノン（2016年） - 新井澄子役
- エヴァーガーデン（2022年公開予定） - 相良晴子 役 ※遺作

### CM
- グリコ カレー ソフト（1972年）
- リプトン紅茶（1975年 - 1977年）
- 笹岡薬品 命の母（1976年）
- カネボウ化粧品
- 宝酒造 タカラみりん
- ブルボン ビスケット（1980年）
- 三洋電機（1981年 - 1983年）
- ポーラ化粧品 ポリシマ（1984年）
- テルモ 体温計
- ジュエリーナニワ（1990年 - 1993年）

### アダルトイメージビデオ
- 密会（2011年1月1日、MUTEKI）
- 不貞愛（2011年2月1日、MUTEKI）

## ディスコグラフィ

### シングル
| 発売日             | 規格               | 規格品番           | 面                 | タイトル           | 作詞                      | 作曲               | 編曲               |
| ビクター・レコード | ビクター・レコード | ビクター・レコード | ビクター・レコード | ビクター・レコード | ビクター・レコード        | ビクター・レコード | ビクター・レコード |
| ------------------ | ------------------ | ------------------ | ------------------ | ------------------ | ------------------------- | ------------------ | ------------------ |
| 1972年             | EP                 | SV-2247            | A                  | 愛のナレーション   | 高嶺修二 上野登代志(台詞) | 高嶺修二           | クニ河内           |
| 1972年             | EP                 | SV-2247            | B                  | 冬はその年も流れて | 酒井国雄                  | 千葉毅             | ボブ佐久間         |
| 1973年             | EP                 | SV-1163            | A                  | 勇気をだして       | 山上路夫                  | 鈴木邦彦           | 佐藤行             |
| 1973年             | EP                 | SV-1163            | B                  | 小さな坂道         | 山上路夫                  | 鈴木邦彦           | 佐藤行             |

### アルバム
- 愛の詩（1976年8月、テイチクレコード、GM-36）
  - 全収録トラック、朗読で参加。
- ピーターと狼/冬のかがり火（1986年12月1日、クラウンレコード、PAL-1011）
  - ナレーションで参加。

## 写真集
- KirRoyal（遠藤正撮影、竹書房、1992年）
- YOHKO（遠藤正撮影、竹書房、1993年）
- quatre（渡辺達生撮影、スコラ、1994年）

## 著書
- 『愛するあなたへ』リイド社、1996年

## 受賞歴
- ハリウッド・ゴールデンアップル賞（1980年、ディスカバリー・オブ・ザ・イヤー）
- ゴールデングローブ賞（1981年、テレビドラマ『将軍 SHŌGUN』でテレビドラマシリーズ部門・女優賞）
- IBA賞（ウーマン・オブ・ザ・イヤー）
- 第3回日本ジュエリーベストドレッサー賞（1992年、30代部門）

※1981年にテレビドラマ『将軍 SHŌGUN』で、エミー賞ミニシリーズ部門・主演女優賞にノミネートされたが、受賞には至らなかった。